# Ephesos
Ephesos (altgriechisch Ἔφεσος, hethitisch vermutlich Apaša, lateinisch Ephesus), in der Landschaft Ionien gelegen, war im Altertum eine der größten und bedeutendsten Städte Kleinasiens und beherbergte mit dem Tempel der Artemis (Artemision) eines der Sieben Weltwunder.
Die Ruinen von Ephesos liegen heute in der Nähe von Selçuk, ungefähr 70 km südlich von Izmir an der türkischen Westküste (Ägäis). Der türkische Name des heutigen Ausgrabungsortes ist Efes.
Im Jahr 2015 wurde Ephesos von der UNESCO in die Liste des Kulturwelterbes aufgenommen.

## Geographie

Versandung der Kaystros-Mündung und allmähliche Verlagerung des Hafens von Ephesus von der Antike bis zur osmanischen Ära. In Blau sind die Häfen (einschließlich der nicht mehr aktiven) dargestellt, in Rot und Grau der bebaute Raum (Zonen) und die Einfriedung (Linie), die jeweils besetzt bzw. verlassen sind.

In der Antike lag die Stadt direkt am Meer an der Mündung des Kaystros. Durch Sedimentation sowie klimatische und seismische Veränderungen verschob sich die Küstenlinie im Laufe der Zeit nach Westen, so dass sich die Reste der Stadt heute mehrere Kilometer landeinwärts befinden.

## Geschichte

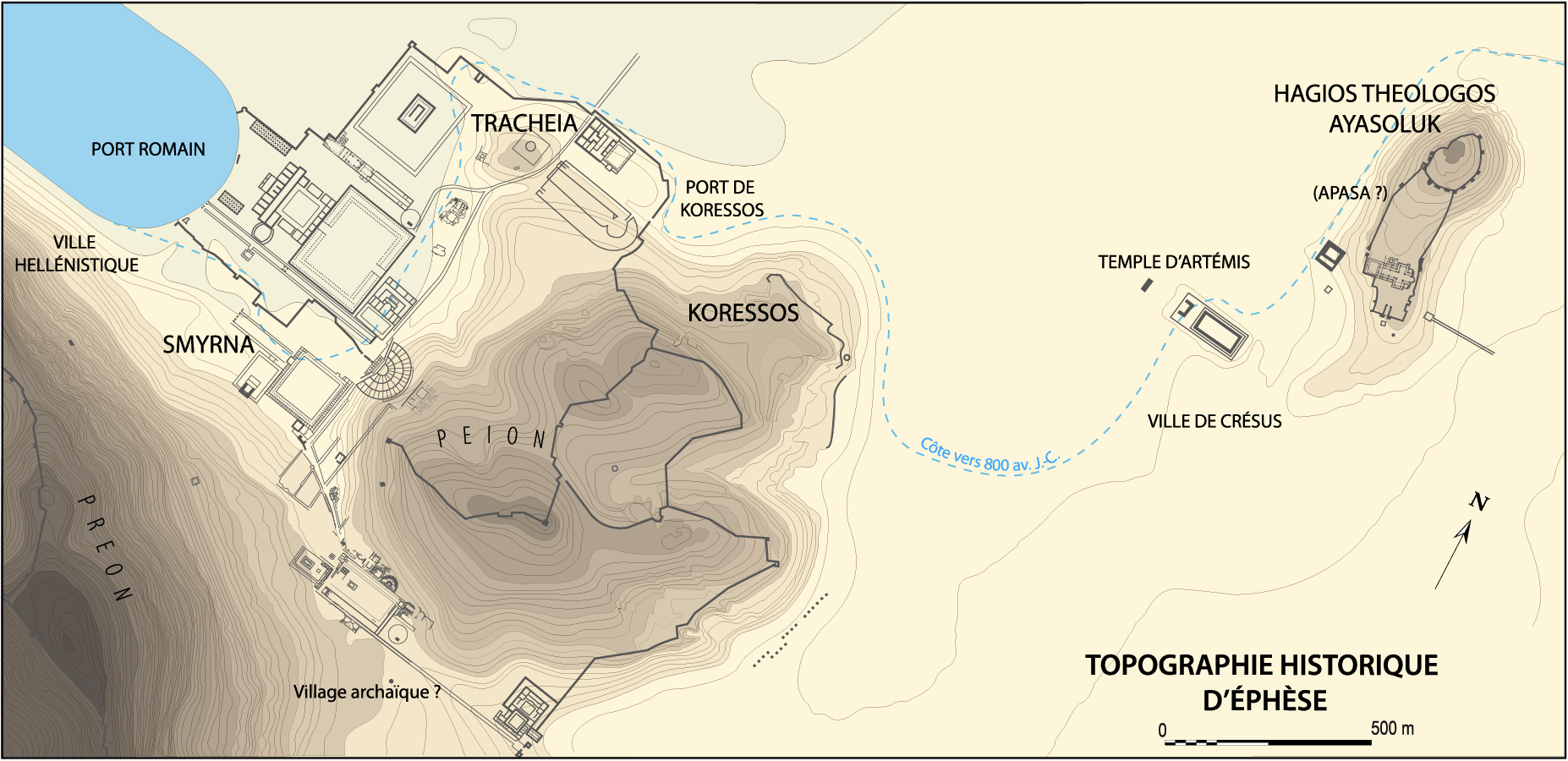
Historische Topographie von Ephesos

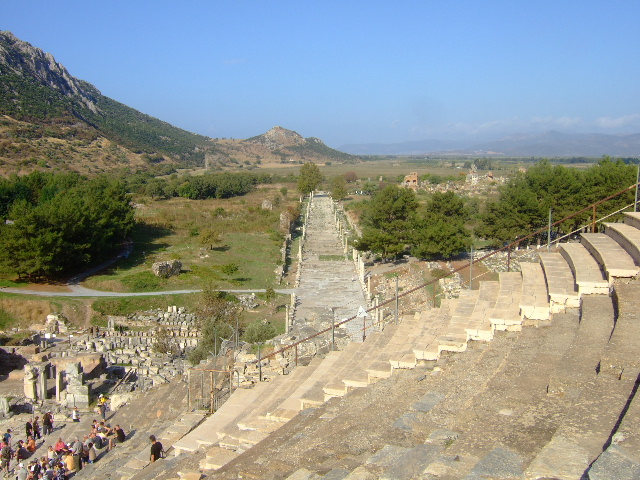
Blick vom Theater auf die Hafenstraße in Ephesos

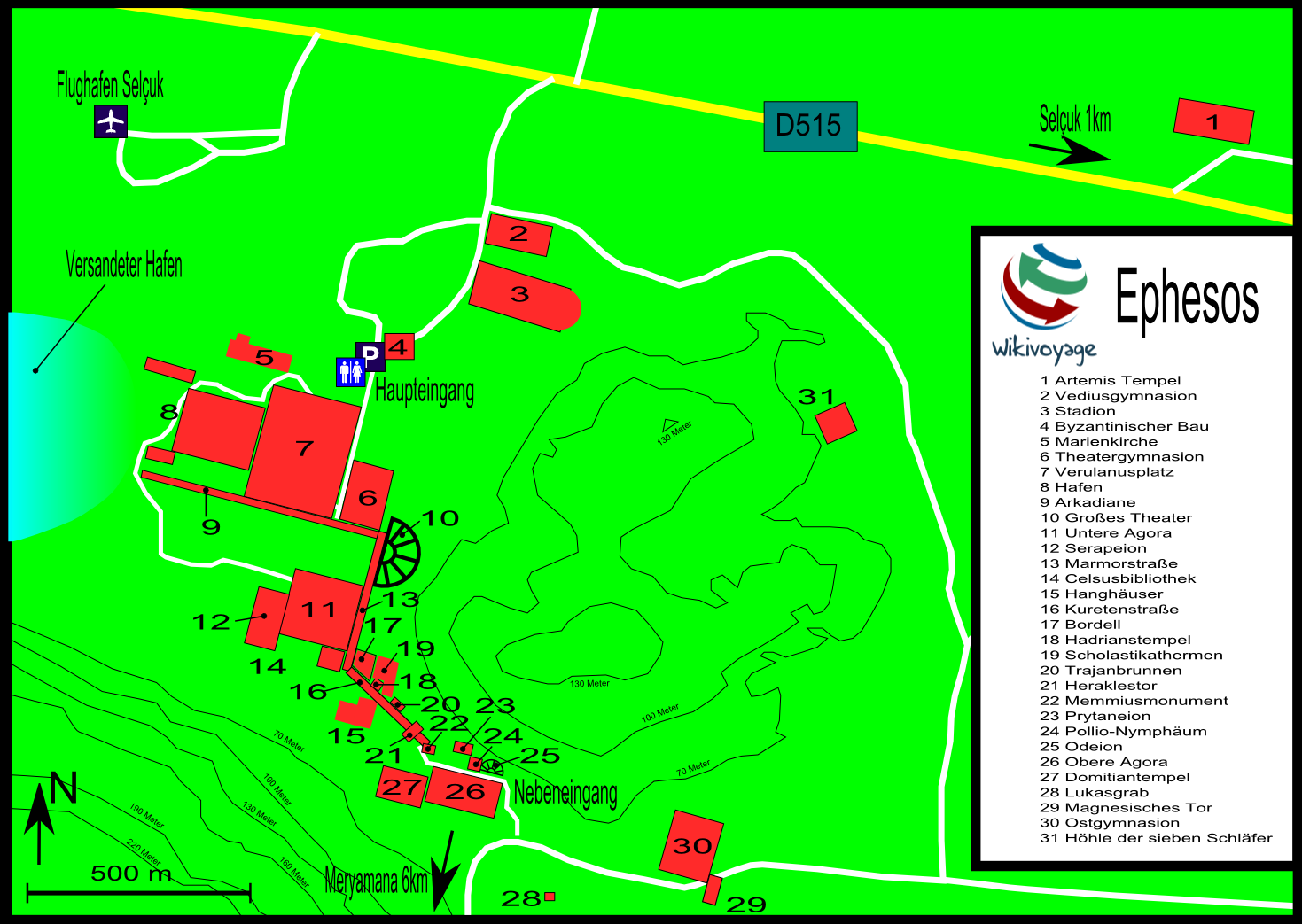
Karte des heutigen Geländes von Ephesos

### Kupfer- und Bronzezeit
Sowohl der Name Ephesos als auch die ursprüngliche Besiedlung stammen aus vorgriechischer Zeit. Die ältesten Zeugnisse für die Anwesenheit von Menschen im Bereich der späteren Stadt Ephesos gehen bis in die späte Kupfersteinzeit um 5000 v. Chr. zurück. Diese Funde wurden am Hang des Ayasoluk-Hügels im Bereich der Zitadelle von Selçuk gemacht. Ab der Mitte des 2. Jahrtausend v. Chr. war die aus hethitischen Texten bekannte und wahrscheinlich mit dem späteren Ephesos zu identifizierende Siedlung Apaša (auch Abaša), im Land Arzawa gelegen, ein wichtiges Zentrum im Einflussbereich der hethitischen und mykenischen Kulturen. Apaša war zeitweise die Hauptstadt des Arzawa-Reichs. Am Süd- und Westhang des Ayasoluk wurden Reste einer Wehrmauer aus dem 2. Jahrtausend v. Chr. entdeckt. Aus der 2. Hälfte des 2. Jahrtausends v. Chr. stammen unter anderem minoische und mykenische Funde, die in Ephesos entdeckt wurden und intensiven Handel mit Kreta und dem mykenischen Griechenland bezeugen. Gegenüber mykenischer Keramik – die aus Milet und vom griechischen Festland stammt – überwiegen jedoch einheimische, typisch westanatolische Keramikstile, was darauf hinweist, dass auf dem Ayasoluk-Hügel ein bedeutendes einheimisches Herrschaftszentrum lag und was für eine Identifizierung der Siedlung mit der Arzawa-Hauptstadt Apaša spricht.

### Frühe Eisenzeit bis hellenistische Zeit
Der Sage nach hat Androklos, König von Attika, die Vorläufersiedlung der Stadt Ephesos gegründet, doch spiegelt dieser Mythos vermutlich eher die später erhobenen Ansprüche der Athener auf Ionien wider. Die früheste entdeckte eisenzeitliche griechische Keramik stammt bereits aus dem späten 11. Jahrhundert v. Chr. (früh-protogeometrische Keramik). Da sie die gleichzeitige handgemachte indigene Ware zahlenmäßig sehr stark überwiegt, wird davon ausgegangen, dass Ephesos ab dem späten 11. Jahrhundert v. Chr. eine griechische Siedlung war.
Einheimische Lyder und Karer lebten nordöstlich des heutigen Stadtgebietes, die zugewanderten Griechen gründeten der Überlieferung nach eine eigene Siedlung namens Koressos. Um die Mitte des 7. Jahrhunderts v. Chr. wurde Ephesos durch die Kimmerer angegriffen. Antiken Quellen ist nicht eindeutig zu entnehmen, ob die Stadt geplündert und eventuell zerstört wurde oder ob man dem Angriff widerstehen konnte. Pfeilspitzen, die ungefähr aus der Zeit stammen, werden von manchen Forschern den Kimmerern zugeordnet. Verheerend können die Folgen für Ephesos jedenfalls kaum gewesen sein, denn schon wenige Jahre später verleibte sich Ephesos das Territorium des von Kimmerern und/oder Trerern völlig zerstörten Magnesias ein. Nach der Eroberung durch den lydischen König Kroisos im Jahr 560 v. Chr. kam es zu einem Synoikismos, das heißt, mehrere Kleinsiedlungen wurden zusammengelegt und eine neue Siedlung auf einem Gebiet nahe beim Artemistempel errichtet. In der Folgezeit kontrollierten zunächst die Perser, dann die Athener, darauf die Spartaner und schließlich wieder die Perser die Stadt. Das Artemision brannte 356 v. Chr. nieder, wurde aber später neu errichtet.
334 v. Chr. stand Alexander der Große vor der Stadt. Erst 296 v. Chr. wurde Ephesos durch den Diadochen-König Lysimachos von Thrakien an die heutige Stelle verlegt sowie zeitweilig nach seiner Frau Arsinoë II. in Arsinoeia umbenannt. Seit dieser Zeit war Ephesos eine große Hafenstadt von fast 350 ha Fläche, die von 189 bis 133 v. Chr. zum Königreich Pergamon gehörte, nach 133 v. Chr. zum Römischen Reich.

### Römische Metropole
Ephesos wurde Sitz des Statthalters (Prokonsul) der Provinz Asia. Die ersten Jahrzehnte der römischen Oberhoheit über die Polis Ephesos waren durch wachsende Spannungen gekennzeichnet, die letztlich im Blutbad der Vesper von Ephesos eskalierten, als die griechischen Bürger der Stadt im Jahr 88 v. Chr. zahlreiche Römer und Italiker töteten. In der Kaiserzeit beruhigte sich die Lage, und die römische Herrschaft wurde fortan als weniger drückend empfunden.
Ephesos war eine der bedeutenden und mit vielleicht über 200.000 Einwohnern auch eine der großen Städte des Römischen Reiches. Zahlreiche öffentliche Bauten entstanden, die sowohl von der Stadt als auch von reichen Bürgern finanziert wurden. Dazu zählten eine Marktbasilika zu Ehren des Augustus sowie Tempel für die Kaiser Vespasian und Hadrian, die im Rahmen des Kaiserkultes verehrt wurden. Bemerkenswert ist das um 170 errichtete Partherdenkmal für Lucius Verus. 262 wurde Ephesos von einem schweren Erdbeben getroffen, wenig später plünderten gotische Krieger den Ort.
Die Stadt erholte sich jedoch, wenngleich auf bescheidenerem Niveau, und behielt ihre herausragende Stellung bis in die Spätantike hinein bei, einerseits als Wallfahrtsort und Bischofssitz, andererseits als Hauptstadt der (weltlichen) Diözese Asiana.

### Christentum in Ephesos
Auch in Zusammenhang mit der Entwicklung des Christentums ist Ephesos von Bedeutung: Nur knapp 20 Jahre nach dem Wirken Jesu war seine Lehre durch Apollos nach Ephesos an der kleinasiatischen Westküste gelangt (Apg 18,24–28 ). Die Gemeinde von Ephesos war damit eine der ältesten christlichen Gemeinden überhaupt. Auf die Verkündigung des Apollos konnte der Apostel Paulus aufbauen, der bereits auf dem Rückweg von seiner 2. Missionsreise (ca. 52 n. Chr.) dort kurz Station gemacht hatte (Apg 18,19 ). Er erregte dort unter anderem den Unwillen der Devotionalienhändler, die um ihr gutes Geschäft mit der „Diana der Epheser“ fürchteten. Rechtlich wurde Paulus aber in der Stadt geduldet. Ungefähr ein Jahr später traf er erneut in Ephesos ein (Apg 19 ) und blieb vermutlich drei Jahre, von denen er wohl einige Zeit im Gefängnis verbringen musste. Während dieser Gefangenschaft schrieb er die Briefe an die Philipper und an Philemon. Auch weitere seiner Briefe sind höchstwahrscheinlich in Ephesos entstanden (so der Römerbrief, der erste und zweite Brief an die Korinther sowie der Galaterbrief). Ein wichtiges Schreiben richtete sich an die Epheser selbst. Die christliche Gemeinde in Ephesos ist sodann die Empfängerin des ersten Sendschreibens der Offenbarung des Johannes (Offb 2,1–7 ) an die sieben Gemeinden in Kleinasien (Offb 1,11 ).
Einer späteren, außerbiblischen Legende nach soll sich Maria nach der Himmelfahrt Jesu mit dem Kreis der Frauen um Jesus und mit dem Apostel Johannes in einem Haus in der Nähe von Ephesos (dem Haus der Mutter Maria) niedergelassen haben und bis zu ihrer eigenen Himmelfahrt viele Menschen in Heilkunde und der Lehre des Christentums unterrichtet haben. Johannes soll demnach in Ephesos gestorben sein. Auch soll hier, wohl um 157, der am Vorbild der platonischen Dialoge orientierte Dialog des Christen Justinus mit dem Juden Tryphon stattgefunden haben, eine der frühesten überlieferten christlichen Auseinandersetzungen mit dem Judentum.
Seit dem 1. Jahrhundert gab es Bischöfe von Ephesos. Der erste Bischof, Timotheus, ein Freund und Gefährte des Paulus, wurde der Legende nach im Jahr 97 von Anhängern der Artemis erschlagen, als er versuchte, eine Prozession zu Ehren der Göttin aufzuhalten. 325 wurde die Metropolie Ephesos gebildet, also das Erzbistum für die größere Region, das nur noch dem Patriarchat von Konstantinopel unterstand. Das Erzbistum bestand bis zur Vertreibung fast aller Christen der Türkei im Jahr 1923.
Im Jahr 431 tagte in Ephesos dann das von Kaiser Theodosius II. einberufene 3. Ökumenische Konzil, auch Konzil von Ephesos genannt, im Jahr 449 dann die so genannte Räubersynode, deren Beschlüsse bereits 451 verworfen wurden. Die sogenannte Marienkirche wurde mehrfach als Ort des Konzils genannt; dies ist in der Forschung jedoch umstritten. Bis weit ins 6. Jahrhundert hinein blühte in Ephesos das spätantike Leben. Als letzter großer Monumentalbau der Stadt wurde unter Kaiser Justinian über dem vermuteten Grab des Apostels die Johannesbasilika errichtet, eine der größten und bedeutendsten Kirchen des Byzantinischen Reichs.

### Byzantinische Provinzstadt
Die Justinianische Pest um 542 hat in Ephesos, wie zu jener Zeit auch in der vergleichbaren Stadt Milet, zu einem großen Bevölkerungsrückgang geführt, so dass im 6. Jahrhundert Stadtteile verwaisten und deren antike Bauwerke ohne Gewalteinwirkung verfielen. Doch erst die Einfälle der Sassaniden – möglicherweise wurde die Stadt 615/616 von den Persern erobert, worauf ein Brandhorizont hinweist – und die anschließenden Arabereinfälle (siehe Islamische Expansion) beendeten im 7. Jahrhundert die antike Phase der Stadt. Hinzu kam die zunehmende Versandung des Hafens.
867 eroberte ein Heer der Paulikianer unter Johannes Chrysocheir die Stadt. Im Jahr 1090 – kurz vor dem Ersten Kreuzzug – wurde Ephesos dann von den türkischen Seldschuken erobert; in der Nähe entstand der Ort Ayasoluk oder Ayasluğ, der später in Selçuk umbenannt wurde.
Unter den Komnenen und Palaiologen, die das Gebiet noch einmal für Byzanz gewannen, spielte die Stadt bei der Verteidigung des Mäander-Gebiets eine zentrale Rolle. 1295 gelangen Alexios Philanthropenos größere Erfolge gegen die Türken, doch geriet er in Streit mit Konstantinopel. Er rebellierte zunächst erfolgreich gegen den Kaiser und nahm Theodor, den Bruder des Kaisers gefangen, den er nach Ephesos schickte. Doch brach die Rebellion bald zusammen.
1304 unternahm Byzanz einen letzten Versuch, die Region um Ephesos zu sichern. Die Katalanische Kompanie, eine Söldnertruppe, schlug die Türken bei Thyraea, doch wurde sie abberufen, um für den Kaiser eine Rebellion niederzuschlagen. Ihr Anführer Roger hatte sich seine Erfolge teuer bezahlen lassen, indem er von mehreren Städten, darunter Ephesos, Zahlungen erpresst hatte. Wenig später fiel die Stadt endgültig an die Türken, die Bevölkerung wurde umgebracht oder deportiert.

### Emirat Aydın
Dennoch lebte sie bald als Hafen des Emirats Aydın wieder auf, wobei ihr der lange Streit um den Rivalen Smyrna sehr zustattenkam. Nun wurde die Stadt ein wichtiges Zentrum für die türkische Seefahrt und die Piraterie, aber auch für den Handel mit Venedig und Genua. Am 23. Juli 1319 lichtete eine türkische Flotte mit 2600 Mann Besatzung Anker, um Chios anzugreifen, wurde jedoch von den Rittern von Rhodos besiegt (vgl. Geschichte des Johanniterordens#Rhodos). Um 1325 teilte Emir Mehmet seine Herrschaft unter seine Söhne, wobei er sich bis 1334 die Oberherrschaft vorbehielt. Hızır erhielt Ephesos und musste sich dem Nachfolger seines Vaters und jüngeren Bruder Umur unterordnen. Als Umur 1348 vor Smyrna im Kampf gegen eine Kreuzzugsliga ums Leben kam, wurde Hızır der Oberherr Aydıns. Er residierte weiterhin in der Zitadelle von Selçuk, womit sich der Schwerpunkt von der bisherigen Hauptstadt Birgi hierher nach Ephesos verlagerte. 1333 besuchte Ibn Battūta die Stadt, der berichtete, wie die Johanneskirche zur Hauptmoschee der Stadt umgebaut worden war, und dass die Stadt 15 Tore besaß. Wilhelm von Boldensele besuchte die Stadt 1335, Ludolf von Sudheim 1336 oder 1341. Ludolf übernahm die Kirchenbeschreibung seines Vorgängers und ergänzte, dass der Emir dem letzten Bewohner des alten Stadtgebiets sein Land entzogen habe, dass jedoch seine Witwe zur Zeit seines Besuches immer noch in der verfallenden Stadt lebte.
Die Italiener, die die Hauptstadt Altoluogo nannten, betrieben einen intensiven Handel mit der dortigen Bevölkerung, etwa mit Alaune, Getreide, Wachs. Der Hafen befand sich allerdings inzwischen weder in Ephesos noch in Ayusuluk, sondern 6 km westlich der Stadt, im alten Panormos. Dort lebten aus Italien geflohene Lombarden, die sich oftmals zu Kaperfahrten mit den Türken verbanden, wie Ludolf von Suchem berichtet. Um diesen Handel vor allem mit Getreide zu fördern, legte Ephesos sogar erstmals seit einem Jahrtausend wieder eigene Münzen auf.
Zwar verhandelte Hızır ab 1348 mit den europäischen Mächten, doch ab 1350 hatte sich sein Emirat so weit erholt, dass von Ephesos wieder Piraten ausfuhren. Mit Venedig kam er 1358 zu einer Einigung, so dass er um 1360 seinem Nachfolger Isa eine Herrschaft auf der Grundlage florierenden Handels überlassen konnte. Dies hinderte Isa jedoch nicht daran, gefälschte venezianische Dukaten in Umlauf zu bringen, oder weiterhin italienische Schiffe kapern zu lassen. Daraufhin zwang die venezianische Flotte ihn 1370, die Münzprägung einzustellen.
Zwar sahen die folgenden Jahrzehnte eine erhebliche Prosperität, doch geriet das Emirat bald in den Schatten der aufstrebenden Osmanen, die sie noch 1389 im Kosovo unterstützten. Die Osmanen unterwarfen in einer groß angelegten Kampagne 1390 die Emirate der Westküste Kleinasiens, Isa musste sich unterwerfen. Ephesos wurde vor März 1390 besetzt.
Doch 1402 unterlag der Sultan in der Schlacht bei Ankara, der Sieger Timur zog im Herbst nach Ephesos, um im Dezember Smyrna zu zerstören. Danach kehrte seine riesige Armee nach Ephesos zurück, von wo aus sie die umgebenden Gebiete plünderte. Erst im Frühjahr 1403 verließ sie das Gebiet wieder.
In Ephesos herrschte kurzzeitig Musa, ein Sohn des verstorbenen Isa, ihm folgte bereits 1403 sein Bruder Umur. Junayd, ein Neffe Isas, rebellierte mit einer kleinen Truppe und besetzte Ephesos. Er verbündete sich mit Süleyman, einem der Söhne des bei Ankara ums Leben gekommenen Osmanen. Umur ließ sich dies jedoch nicht bieten und belagerte Ephesos, dessen vier Quartiere in Flammen aufgingen. Nun plünderte Junayd seinerseits das Umland, und Umur fand sich zu einem Ausgleich bereit. Junayd ließ ihn jedoch ermorden. 1407 sah er sich einer Belagerung Süleyman gegenüber, mit dem er das Bündnis gebrochen hatte. Er musste sich unterwerfen. Vier Monate lang musste die Stadt für den Unterhalt der Armee aufkommen. Nach Süleymans Tod im Jahr 1410 kehrte Junayd zurück und riss abermals die Herrschaft an sich, die er bis 1425 halten konnte, als die Osmanen die Reste der Stadt endgültig übernahmen.

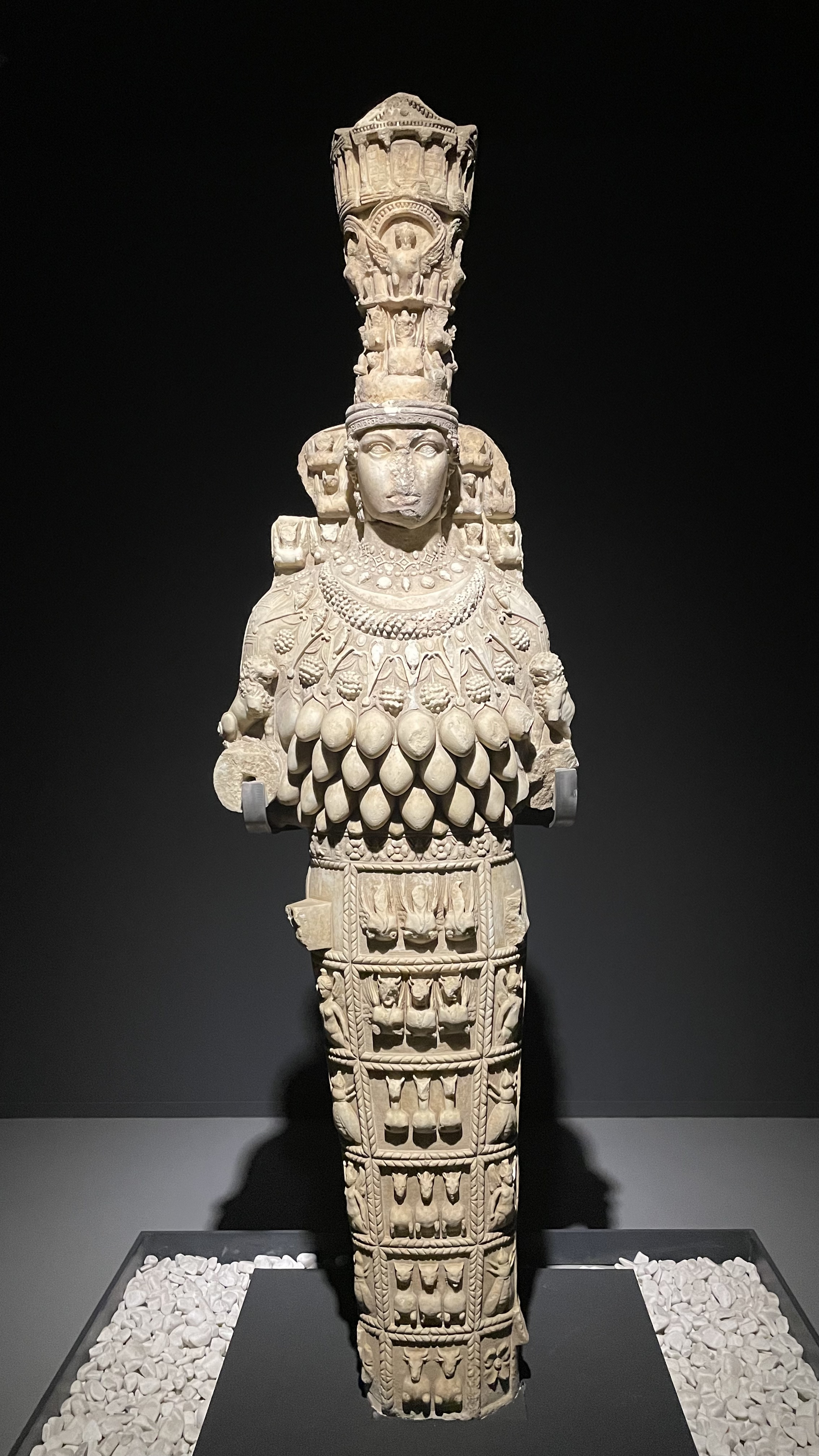
Statue der Artemis von Ephesos

## Münzprägung

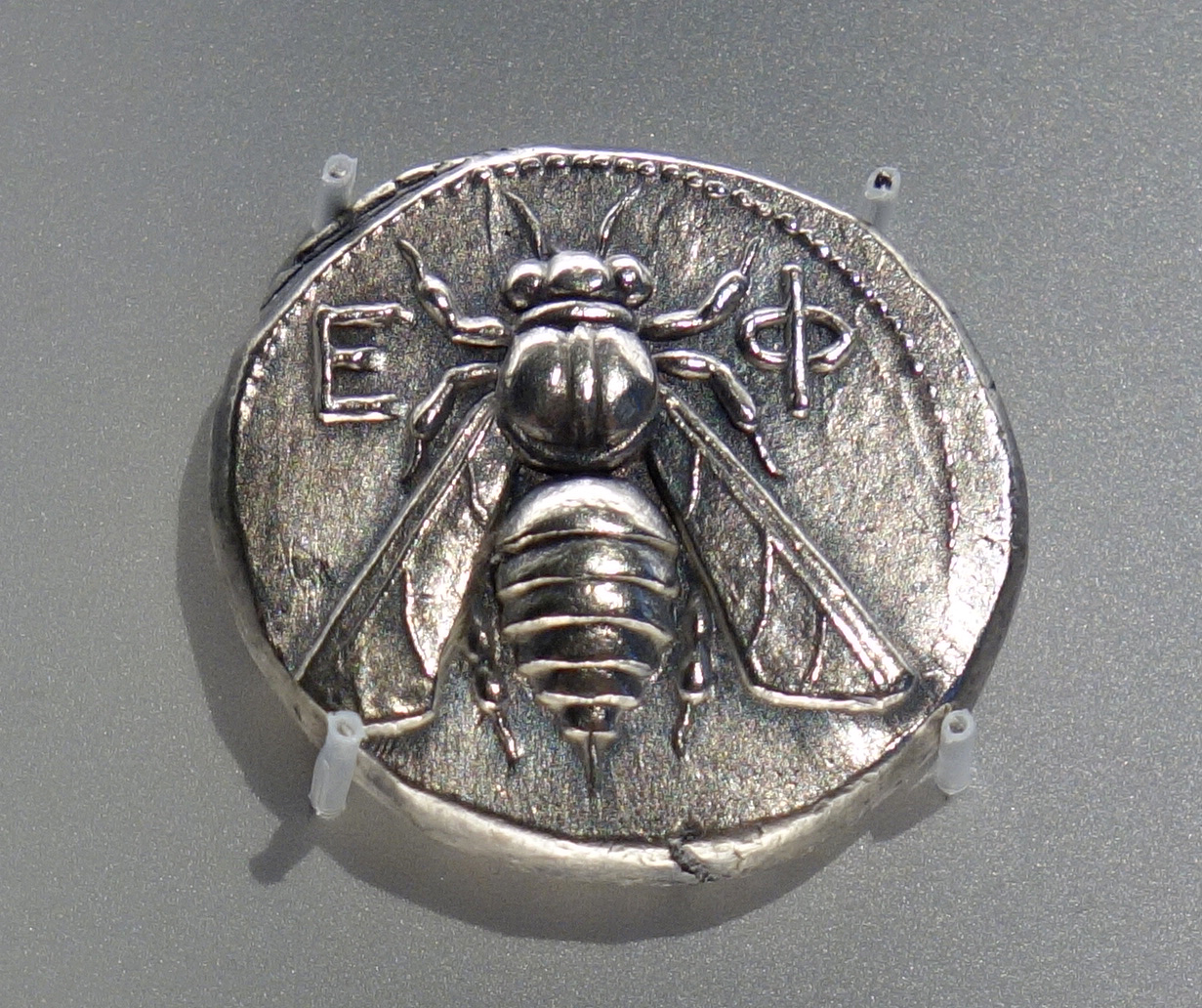
Tetradrachme von Ephesos, 4. Jahrhundert v. Chr.

## Archäologie

### Forschungsgeschichte
Im 19. Jahrhundert begann die archäologische Erforschung von Ephesos mit der Suche nach den Überresten des Artemistempels. Dabei wurden auch erste Teile der eigentlichen Stadt bekannt. Erste Ausgrabungen unternahmen der britische Eisenbahningenieur John Turtle Wood (zwischen 1863 und 1874) und der Archäologe David George Hogarth (1904/05) im Auftrag des British Museum.
Seit 1895 finden in Ephesos österreichische Ausgrabungen statt, angestoßen von Otto Benndorf, zunächst unterstützt von Carl Humann. Dafür wurde 1897 eigens das Österreichische Archäologische Institut (ÖAI) gegründet, dass seitdem für die Grabungen zuständig ist. Geleitet wurden sie von Rudolf Heberdey (1897–1913), Josef Keil (1926–1935), Franz Miltner (1954–1959), Fritz Eichler (1960–1968), Hermann Vetters (1969–1987), Gerhard Langmann (1987 1992), Stefan Karwiese (1993–1996), Friedrich Krinzinger (1998–2007), Johannes Koder (2008–2009, kommissarisch), Sabine Ladstätter (2010–2023). Seit 2024 ist Martin Steskal Grabungsleiter.
Vor dem Hintergrund politischer Spannungen zwischen Österreich und der Türkei forderte das türkische Außenministerium im August 2016 das Team des Österreichischen Archäologischen Instituts auf, seine archäologische Arbeit in Ephesos sofort zu beenden. Zuletzt hatten auf der Grabung jährlich bis zu 200 Wissenschaftler aus 23 Ländern, darunter auch 55 türkische Mitarbeiter, zusammengearbeitet. Auch die Ausgrabungen des Österreichischen Archäologischen Instituts in Limyra mussten Ende August 2016 eingestellt werden. Ende Juli 2018 wurde seitens der türkischen Behörden jedoch erneut eine Grabungsgenehmigung erteilt und es durfte sowohl in Ephesos als auch in Limyra wieder gearbeitet werden. Im Oktober 2019 wurde die Grabungsgenehmigung neuerlich widerrufen, 2020 und 2021 arbeitete nur das türkische Archäologenteam in Ephesos. Seither finden wieder die regulären Ausgrabungen des Österreichischen Archäologischen Instituts statt.

### Siedlungsgeschichte

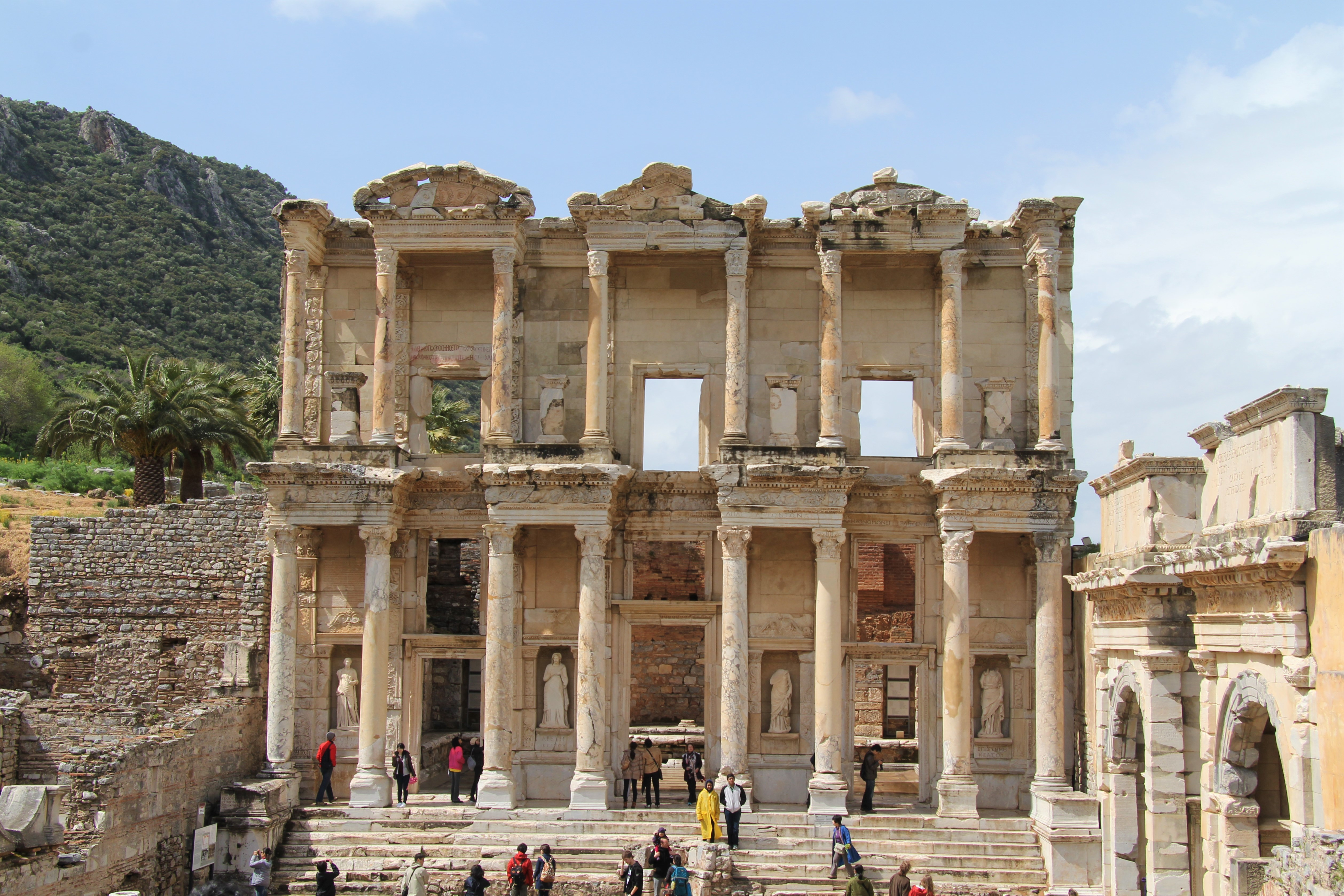
Celsus-Bibliothek, rechts das Südtor der Agora

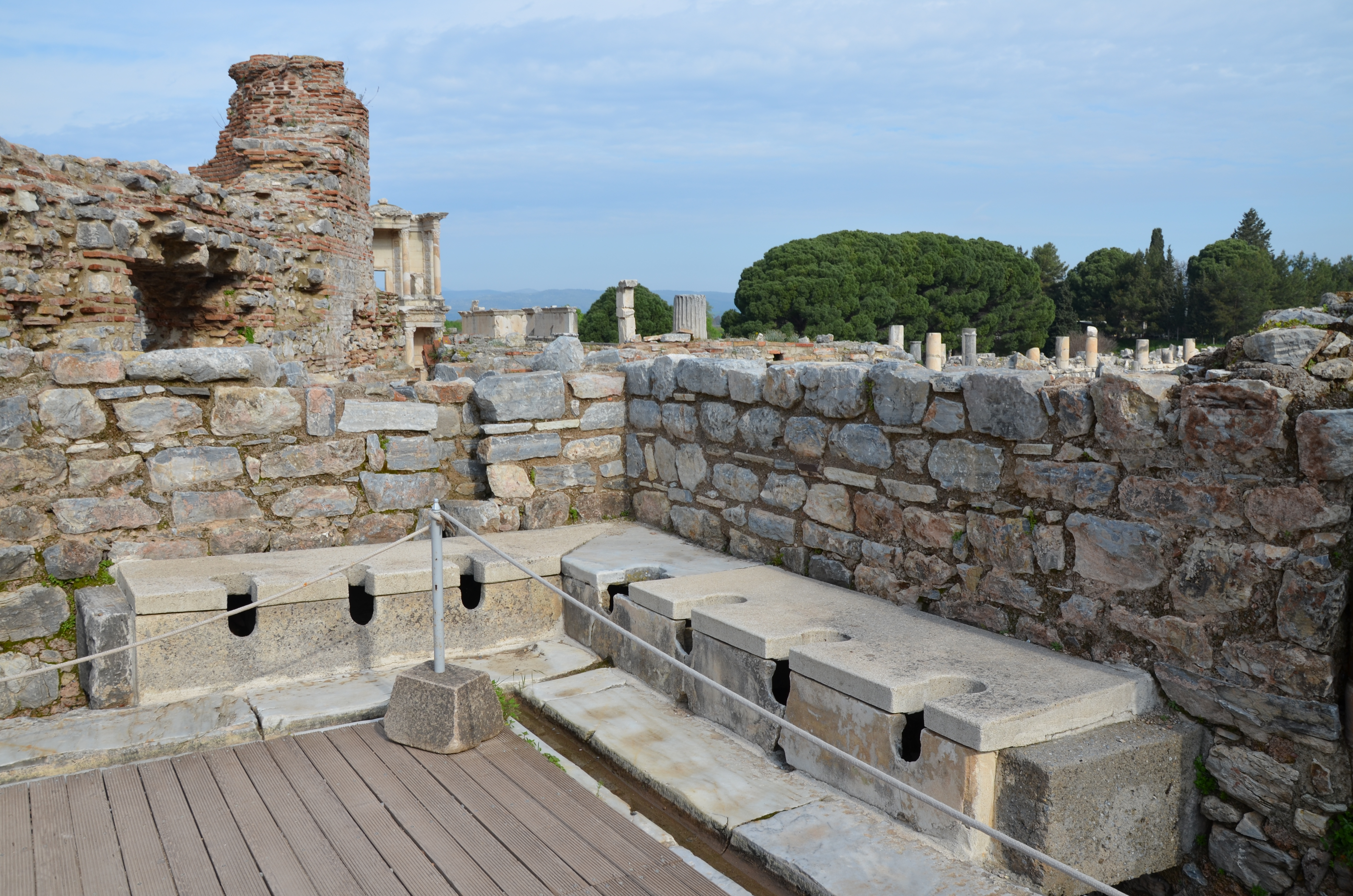
Toilettenanlage

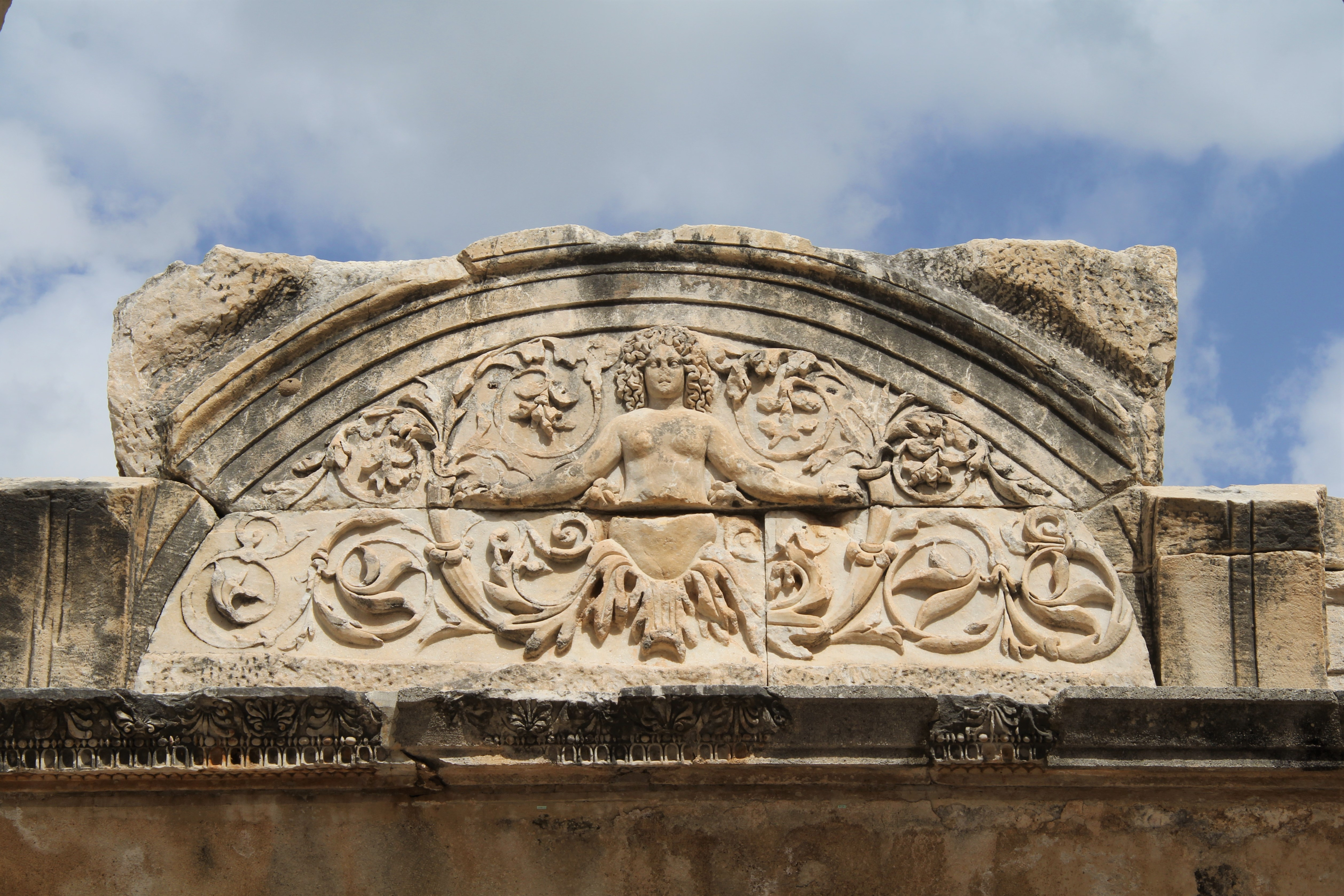
Ruine des Hadrianstempels, Teil des Portals

Im Laufe der Ausgrabungen wurden weite Bereiche der Stadt aufgedeckt, neben öffentlichen Bauten auch einige große Wohnhäuser („Hanghäuser“), die mit Wandmalereien und Mosaiken zu den besterhaltenen privaten Wohnbauten im östlichen Mittelmeerraum gehören.
Heute stellt Ephesos eine der touristischen Hauptattraktionen der Türkei mit mehreren Hunderttausenden Besuchern jährlich dar. Dieser Tatsache Rechnung tragend, versuchte man im Sinne einer Restaurierung nach modernen Gesichtspunkten auch, in der Präsentation der antiken Ruinen neue Wege zu beschreiten. Dies trifft insbesondere auf den Wiederaufbau (Anastilosis) der Celsus-Bibliothek aus dem frühen 2. Jahrhundert n. Chr. zu.
Zu den öffentlichen Gebäuden, die im Stadtgebiet freigelegt wurden, gehören am sogenannten „Staatsmarkt“ unter anderem das Bouleuterion, der Versammlungsraum des Stadtrates, und das Prytaneion, die Amtsräume der führenden Repräsentanten der Stadt. Neben privaten Wohnbauten (von denen die Hanghäuser ein Beispiel luxuriöser Wohnkultur darstellen) wurden die antiken Straßenzüge, wie etwa die Kuretenstraße, von weiteren öffentlichen Bauten gesäumt. Dazu zählen monumentale Brunnenanlagen (Nymphaeum Traiani) ebenso wie Tempel, beispielsweise der vor den Scholastikia-Thermen liegende kleine sogenannte Hadrianstempel.
Zeugnis für die Badekultur der Ephesier sind die großen Bad-Gymnasium-Komplexe, darunter das Vediusgymnasium, das Theater-, das Ost- und das Hafengymnasium sowie das Variusbad. Neben der Körperpflege und Ertüchtigung stellten sie auch ein wichtiges soziales und gesellschaftliches Zentrum des öffentlichen Lebens dar.
Von den Tempeln für den Kaiserkult, namentlich jenen für Domitian und Hadrian, sind heute nur noch geringe Reste erhalten.
Mehrere tausend in Ephesos gefundene griechische und lateinische Inschriften erlauben Einblicke in das politische, soziale, wirtschaftliche und religiöse Leben der Stadt vor allem während der hellenistischen, römischen und spätantiken Zeit.

### Einzelne Bauten
Pagane Bauten

#### Celsus-Bibliothek
Es handelt sich nicht nur um ein Bibliotheksgebäude, sondern gleichzeitig um das Grab des Stifters Tiberius Iulius Celsus Polemaeanus.

#### Theater

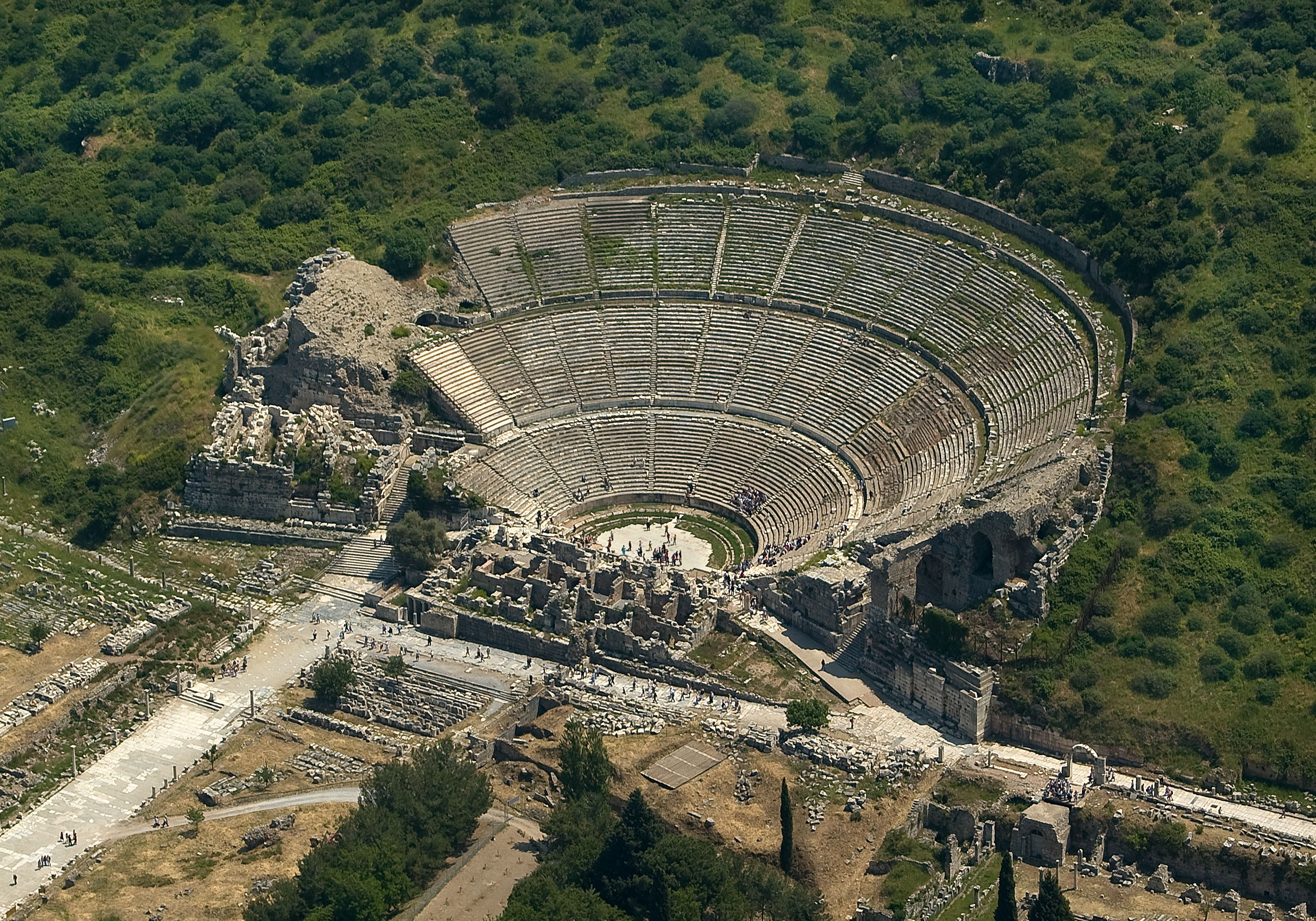
Theater von Ephesos

Im Theater von Ephesos soll der Apostel Paulus die in der Apostelgeschichte geschilderte Szene mit den Devotionalienhändlern des Artemistempels erlebt haben.

#### Johanneskirche

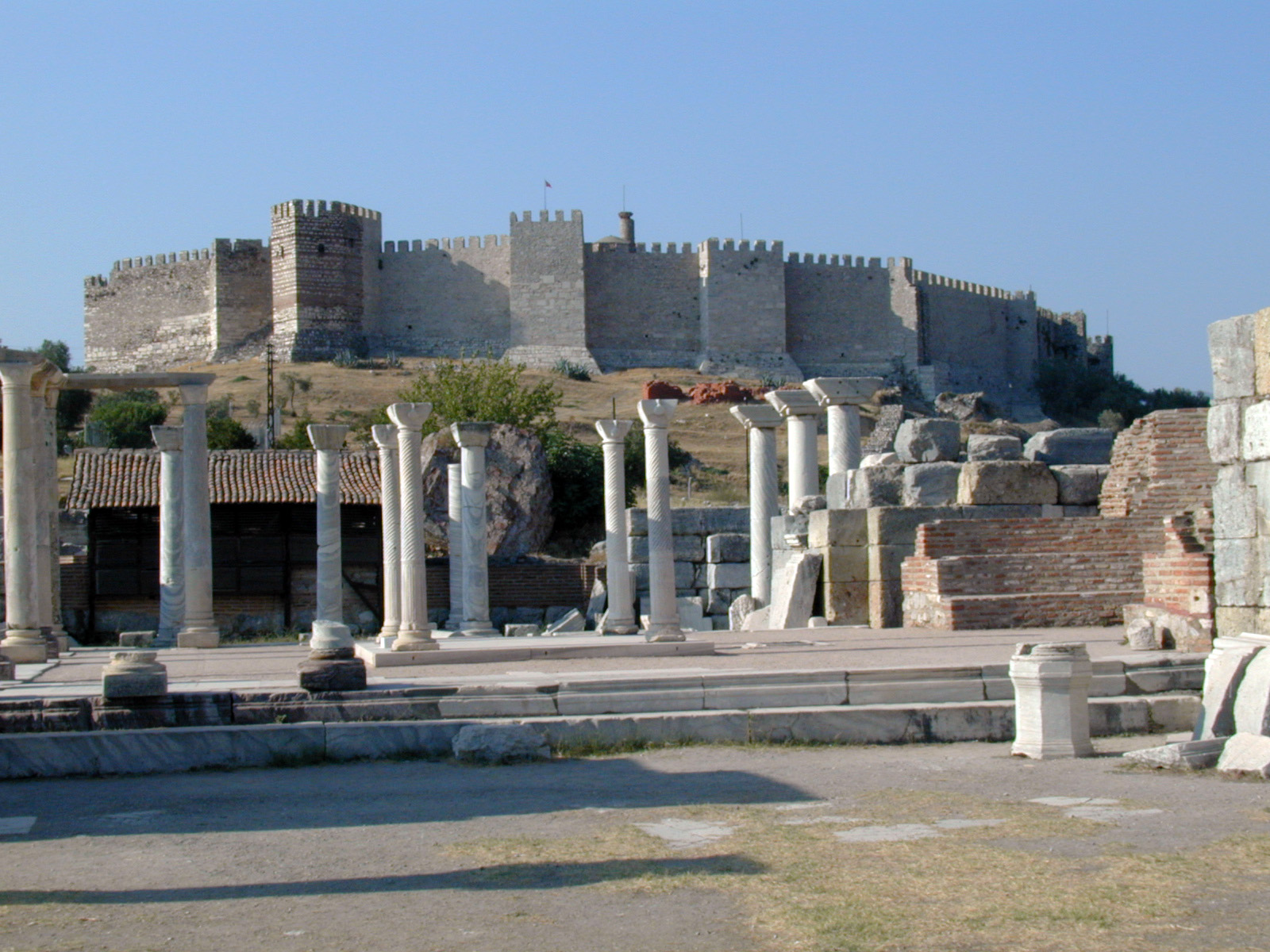
Der Säulengang der justinianischen Johannesbasilika unterhalb der byzantinisch-seldschukischen Zitadelle

#### Vediusgymnasium
Christliche Bauten

#### Siebenschläferhöhle

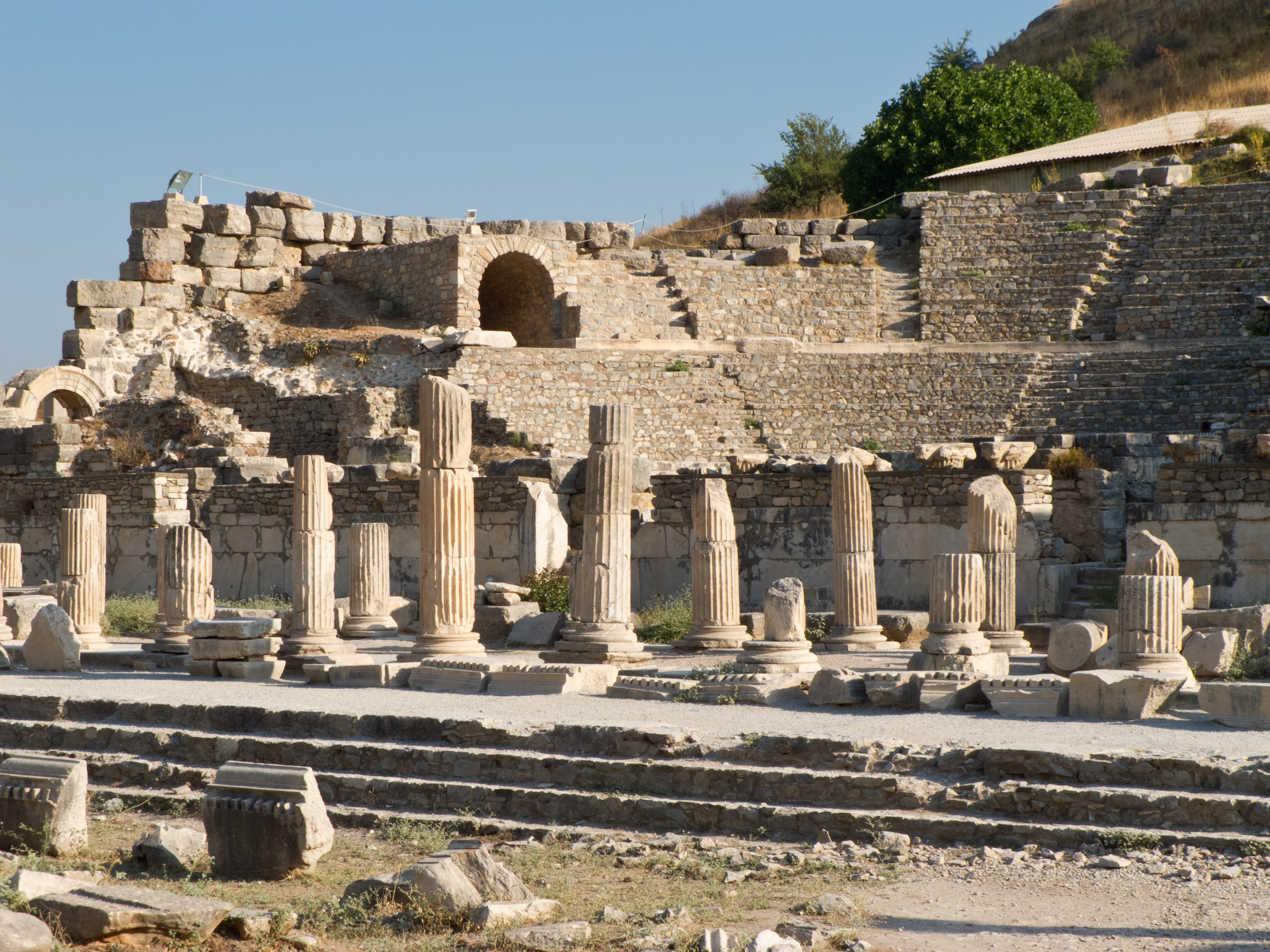
Odeon
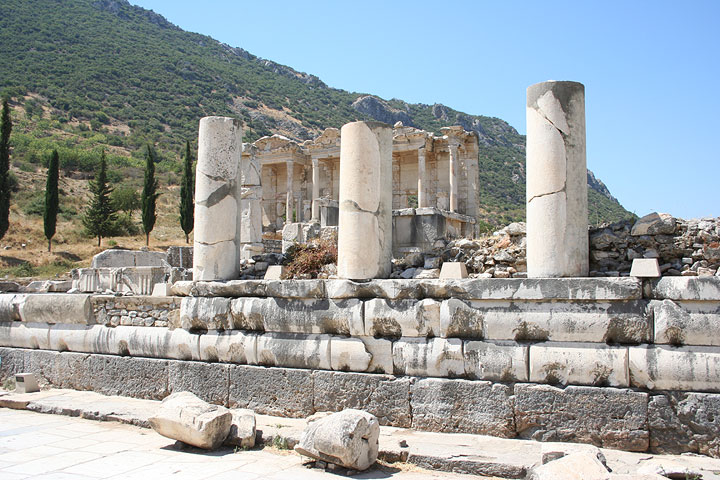
Westseite der Marmorstraße, die von der Celsus-Bibliothek zum Theater führt.
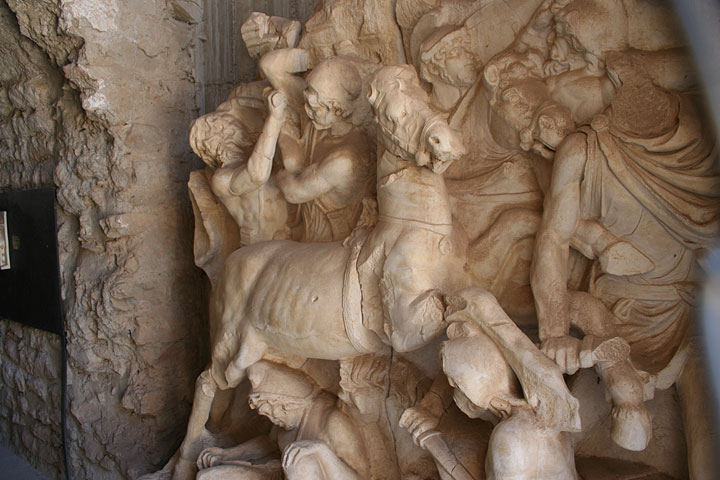
Reliefplatte vom Parthermonument
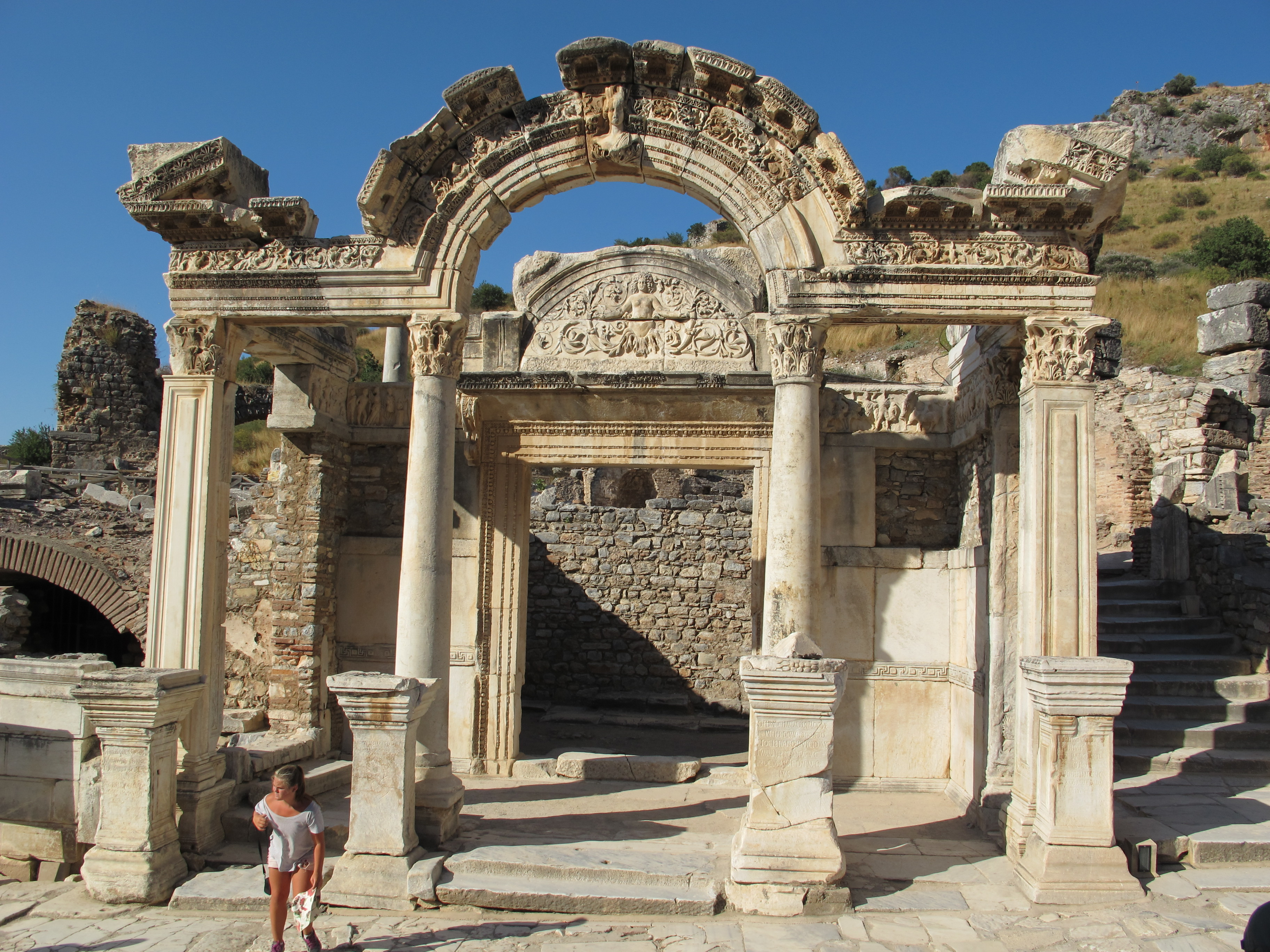
Der Hadrianstempel an der Kuretenstraße

### Fundverbleib
Wichtige Funde aus der Anfangszeit der Ausgrabungen, die mit Genehmigung des osmanischen Herrschers aus dem Land gebracht wurden, befinden sich heute im Ephesos Museum des Kunsthistorischen Museums in Wien. Die Funde aus den jüngeren Grabungen sind im Archäologischen Museum im benachbarten Selçuk ausgestellt, ältere Funde befinden sich zum Teil auch in den archäologischen Museen von Istanbul und Izmir sowie im British Museum in London.

## Personen
- Der Philosoph Heraklit wurde um 535 v. Chr. in Ephesos geboren.
- Herostratos, Tempel-Brandstifter, der sich damit, seinem verrückten Wunsch entsprechend, fortwährende Bekanntheit gesichert hat
- Zenodotos von Ephesos (um 333 – ca. 260 v. Chr.), Philologe und erster Bibliothekar der Bibliothek von Alexandria
- Artemidor von Ephesos, Geograph des 1. Jahrhunderts v. Chr.
- Arsinoë IV. (zwischen 68 und 63 – 41 v. Chr.), Tochter Ptolemaios’ XII. und Schwester Kleopatras VII, in Ephesos, in ihrem Exil, im Tempel der Artemis, ermordet.
- Xenophon von Ephesos, Verfasser des Romans Ephesiaca (römische Zeit).
- Johannes der Apostel und/oder der Evangelist wirkten hier. Auf seinem vermutlichen Grab wurde unter Kaiser Justinian I. die Johanneskirche auf dem Hügel oberhalb des Artemistempels erbaut.
- Maria (Mutter Jesu) soll bei Ephesos gestorben sein; nach anderer Überlieferung jedoch in Jerusalem. Das angebliche Sterbehaus ist heute ein Wallfahrtsort, der von Christen, aber vor allem von Muslimen besucht wird, die dort die „Mutter des Propheten“ verehren, siehe Maryam.
- Rufus von Ephesos und Soranos von Ephesos, Ärzte und Medizinschriftsteller (um 100 n. Chr.)
- Tiberius Claudius Aristion war einer der reichen Bürger, die in römischer Zeit für einen prunkvollen urbanistischen Ausbau sorgten.
- Die jungen Sieben Schläfer, die im Volk bis heute Verehrung finden; sie sollen vor einer Christenverfolgung durch einen 200-jährigen Schlaf in einer Höhle am östlichen Berghang gerettet worden sein, die heute als Siebenschläferhöhle von Ephesos bezeichnet wird.

### Bibliographien
- Richard E. Oster: A bibliography of ancient Ephesus. American Theological Library Association, Metuchen N.J. 1987, ISBN 0-8108-1996-1.
- Bibliographie zur Spätantike und Frühchristlichen Archäologie in Österreich (mit einem Anhang zum christlichen Ephesos). In: Mitteilungen zur Christlichen Archäologie Band 1, 1995 ff. ISSN 1025-6555.

### Forschungsgeschichte
- Traute Wohlers-Scharf: Die Forschungsgeschichte von Ephesos. Entdeckungen, Grabungen und Persönlichkeiten. Lang, Frankfurt a. M. 1995, 2. unveränderte Auflage 1996, ISBN 3-631-30577-X.
- Anton Bammer: Die Österreichischen Grabungen in Ephesos von 1961 bis 2008: Technologie, Wirtschaft und Politik. In: Anatolia antiqua Band 18, 2010, S. 35–58 (Digitalisat).
- Gilbert Wiplinger: Ephesos. In: Der Neue Pauly (DNP). Band 13, Metzler, Stuttgart 1999, ISBN 3-476-01483-5, Sp. 975–981.

### Lexikonartikel
- Ludwig Bürchner: Ephesos 1. In: Paulys Realencyclopädie der classischen Altertumswissenschaft (RE). Band V,2, Stuttgart 1905, Sp. 2773–2822.
- Dieter Knibbe: Ephesos 1. A. Historisch-epigraphischer Teil. In: Paulys Realencyclopädie der classischen Altertumswissenschaft (RE). Supplementband XII, Stuttgart 1970, Sp. 248–297 (Digitalisat).
- Wilhelm Alzinger: Ephesos 1. B. Archäologischer Teil. In: Paulys Realencyclopädie der classischen Altertumswissenschaft (RE). Supplementband XII, Stuttgart 1970, Sp. 1588–1704 (Digitalisat).
- Peter Scherrer, Eckhard Wirbelauer, Christoph Höcker: Ephesos. In: Der Neue Pauly (DNP). Band 3, Metzler, Stuttgart 1997, ISBN 3-476-01473-8, Sp. 1078–1085.

### Ephesos allgemein
- Clive Foss: Ephesus after Antiquity. A Late Antique, Byzantine and Turkish City. Cambridge University Press, Cambridge 1979, ISBN 0-521-22086-6.
- Winfried Elliger: Ephesos. Geschichte einer antiken Weltstadt (= Urban-Taschenbücher Band 375), Kohlhammer, Stuttgart 1985, ISBN 3-17-009020-8.
- Stefan Karwiese: Groß ist die Artemis von Ephesos. Die Geschichte einer der großen Städte der Antike. Phoibos, Wien 1995, ISBN 3-901232-05-2.
- Helmut Koester (Hrsg.): Ephesos – metropolis of Asia. An interdisciplinary approach to its archaeology, religion and culture (= Harvard Theological Studies Band 41). Trinity Press International, Valley Forge, Pa. 1995, ISBN 1-56338-156-7; 2. print Harvard University Press, Cambridge, Mass. 2004, ISBN 0-674-01349-2.
- Peter Scherrer (Hrsg.): Ephesos. Der neue Führer – 100 Jahre österreichische Ausgrabungen 1895–1995. Österreichisches Archäologisches Institut, Wien 1995, ISBN 3-900305-19-6.
- Friedmund Hueber: Ephesos – gebaute Geschichte. Zabern, Mainz 1997, ISBN 3-8053-1814-6.
- Dieter Knibbe: Ephesus – Geschichte einer bedeutenden antiken Stadt und Portrait einer modernen Großgrabung im 102. Jahr der Wiederkehr des Beginnes österreichischer Forschungen (1895–1997). Lang, Frankfurt am Main 1998, ISBN 3-631-32152-X.
- Helmut Halfmann: Städtebau und Bauherren im römischen Kleinasien. Ein Vergleich zwischen Pergamon und Ephesos (= Istanbuler Mitteilungen. Beiheft 43). Wasmuth, Tübingen 2001, ISBN 3-8030-1742-4.
- Stefan Groh: Neue Forschungen zur Stadtplanung in Ephesos. In: Jahreshefte des Österreichischen Archäologischen Institutes in Wien Band 75, 2005, S. 47–116 (Digitalisat).
- Michael Kerschner, Ireen Kowalleck, Martin Steskal: Archäologische Forschungen zur Siedlungsgeschichte von Ephesos in geometrischer, archaischer und klassischer Zeit (= Ergänzungshefte zu den Jahresheften des Österreichischen Archäologischen Institutes in Wien 9). Wien 2008, ISBN 978-3-900305-49-9.
- Andreas Külzer: Ephesos in byzantinischer Zeit: ein historischer Überblick. In: Falko Daim, Jörg Drauschke (Hrsg.): Byzanz – das Römerreich im Mittelalter. Römisch-Germanisches Zentralmuseum, Mainz 2010, S. 521–539 (Digitalisat).
- Falko Daim, Sabine Ladstätter (Hrsg.): Ephesos in byzantinischer Zeit. Römisch-Germanisches Zentralmuseum, Mainz 2011, ISBN 978-3-88467-160-3 (Inhaltsverzeichnis).
- Norbert Zimmermann, Sabine Ladstätter: Wandmalerei in Ephesos von hellenistischer bis in byzantinische Zeit. Phoibos, Wien 2012, ISBN 978-3-85161-035-2.
- Tobias Georges (Hrsg.): Ephesos. Die antike Metropole im Spannungsfeld von Religion und Bildung (= Civitatum orbis Mediterranei studia Band 2). Mohr Siebeck, Tübingen 2017, ISBN 978-3-16-152635-0 (Inhaltsverzeichnis, Sammelband zur Geistes- und Religionsgeschichte).
- Sabine Ladstätter: Eine Archäologie von Ephesos und Ayasoluk. Die Transformation einer antiken Großstadt während der byzantinischen Zeit (6.–15. Jahrhundert). In: Mitteilungen zur Christlichen Archäologie Band 24, 2018, S. 80–105 (Digitalisat).
- Sabine Ladstätter: Ephesos im 11. Jahrhundert. Eine archäologische Bestandsaufnahme. In: Andreas Külzer, Mihailo St. Popović (Hrsg.): Space, Landscapes and Settlements in Byzantium. Studies in Historical Geography of the Eastern Mediterranean. Novi Sad 2018, S. 215–236 (Digitalisat).
- Sabine Ladstätter, Paul Magdalino (Hrsg.): Ephesos from Late Antiquity until the Late Middle Ages. Proceedings of the International Conference at the Research Center for Anatilian Civilzations, Koç University, Istanbul, 30th November-2nd December 2012 (= Sonderschriften. Österreichisches Archäologisches Institut Band 58). Holzhausen, Wien 2019, ISBN 978-3-903207-42-4.

### Forschungen in Ephesos
In der Reihe Forschungen in Ephesos werden die Abschlussberichte der österreichischen Ausgrabungen publiziert.
(Digitalisate aller Bände)
- Band 1: Forschungen in Ephesos. Band 1. Hölder, Wien 1906.
- Band 2: Rudolf Heberdey, George Niemann, Wilhelm Wilberg: Das Theater in Ephesos. Hölder, Wien 1912.
- Band 2, 1: Friedrich Krinzinger, Peter Ruggendorfer: Das Theater von Ephesos. Archäologischer Befund, Funde und Chronologie. Verlag der Österreichischen Akademie der Wissenschaften, Wien 2017, ISBN 978-3-7001-7590-2.
- Band 2, 2: Gudrun Styhler-Aydin: Der Zuschauerraum des Theaters von Ephesos. Baubefund und architekturhistorische Analyse. Verlag der Österreichischen Akademie der Wissenschaften, Wien 2022, ISBN 978-3-7001-8268-9.
- Band 3: Forschungen in Ephesos. Band 3. Hölzel, Wien 1923.
- Band 4, 1: Fritz Knoll: Die Marienkirche in Ephesos. Wien 1932.
- Band 4, 2: Camillo Praschniker: Das Cömeterium der Sieben Schläfer. Wien 1937
- Band 4, 3: Hans Hörmann: Die Johanneskirche. Verlag der Österreichischen Akademie der Wissenschaften, Wien 1951.
- Band 4, 4: Andreas Pülz: Das sog. Lukasgrab in Ephesos. Eine Fallstudie zur Adaption antiker Monumente in byzantinischer Zeit. Verlag der Österreichischen Akademie der Wissenschaften, Wien 2010, ISBN 978-3-7001-6555-2.
- Band 5, 1: Joseph Keil (Hrsg.): Die Bibliothek. Wien 1953.
- Band 6: Camillo Praschniker, Max Theuer: Das Mausoleum von Belevi. Selbstverlag des Österreichischen Archäologischen Instituts, Wien 1979.
- Band 6, 1: Reinhard Heinz: Das Mausoleum von Belevi. Bauforschung. Verlag der österreichischen Akademie der Wissenschaften, Wien 2017, ISBN 978-3-7001-7528-5.
- Band 6, 2: Peter Ruggendorfer: Das Mausoleum von Belevi. Archäologische Untersuchungen zu Chronologie, Ausstattung und Stiftung. Verlag der österreichischen Akademie der Wissenschaften, Wien 2016, ISBN 978-3-7001-7758-6
- Band 7: Wilhelm Alzinger, Anton Bammer: Das Monument des C. Memmius. Wien 1971.
- Band 8, 1: Volker Michael Strocka: Die Wandmalerei der Hanghäuser in Ephesos. Verlag der Österreichischen Akademie der Wissenschaften, Wien 1977.
- Band 8, 2: Werner Jobst: Römische Mosaiken aus Ephesos. Die Hanghäuser des Embolos. Verlag der Österreichischen Akademie der Wissenschaften, Wien 1977, ISBN 978-3-7001-0225-0.
- Band 8, 3: Claudia Lang-Auinger: Hanghaus 1 in Ephesos. Der Baubefund.  Verlag der Österreichischen Akademie der Wissenschaften, Wien 1996, ISBN 978-3-7001-2591-4.
- Band 8, 4: Claudia Lang-Auinger (Hrsg.): Hanghaus 1 in Ephesos. Funde und Ausstattung. Verlag der Österreichischen Akademie der Wissenschaften, Wien 2003, ISBN 3-7001-3205-0.
- Band 8, 5: Maria Dawid: Die Elfenbeinplastiken aus dem Hanghaus 2 in Ephesos: Räume SR 18 und SR 28. Verlag der Österreichischen Akademie der Wissenschaften, Wien 2003, ISBN 3-7001-3207-7.
- Band 8, 6: Hilke Thür (Hrsg.): Hanghaus 2 in Ephesos. Die Wohneinheit 4. Baubefund, Ausstattung, Funde. Verlag der Österreichischen Akademie der Wissenschaften, Wien 2005, ISBN 3-7001-3322-7.
- Band 8, 7: Barbara Czurda-Ruth: Hanghaus 1 in Ephesos. Die Gläser. Verlag der Österreichischen Akademie der Wissenschaften, Wien 2007, ISBN 978-3-7001-3672-9.
- Band 8, 8: Friedrich Krinzinger (Hrsg.): Hanghaus 2 in Ephesos. Die Wohneinheiten 1 und 2: Baubefund, Ausstattung, Funde. Verlag der Österreichischen Akademie der Wissenschaften, Wien 2010, ISBN 978-3-7001-3944-7.
- Band 8, 9: Hilke Thür, Elisabeth Rathmayr (Hrsg.): Hanghaus 2 in Ephesos. Die Wohneinheit 6: Baubefund, Ausstattung, Funde. Verlag der österreichischen Akademie der Wissenschaften, Wien 2014, ISBN 978-3-7001-7355-7.
- Band 8, 10: Elisabeth Rathmayr: Hanghaus 2 in Ephesos. Die Wohneinheit 7. Baubefund, Ausstattung, Funde. Verlag der Österreichischen Akademie der Wissenschaften, Wien 2016, ISBN 978-3-7001-7630-5.
- Band 9, 1, 1: Dieter Knibbe: Der Staatsmarkt: die Inschriften des Prytaneions; die Kureteninschriften und sonstige religiöse Texte. Verlag der Österreichischen Akademie der Wissenschaften, Wien 1981, ISBN 3-7001-0363-8.
- Band 9, 2, 2: Veronika Mitsopoulos-Leon: Die Basilika am Staatsmarkt in Ephesos. Kleinfunde. Teil 1: Keramik hellenistischer und römischer Zeit. Schindler, Wien 1991, ISBN 3-900532-28-1.
- Band 9, 2, 3: Veronika Mitsopoulos-Leon, Claudia Lang-Auinger (Hrsg.): Die Basilika am Staatsmarkt in Ephesos. Funde klassischer bis römischer Zeit Verlag der Österreichischen Akademie der Wissenschaften, Wien 2007, ISBN 978-3-7001-3733-7.
- Band 9, 3: Recep Meriç: Späthellenistisch-römische Keramik und Kleinfunde aus einem Schachtbrunnen am Staatsmarkt in Ephesos. Verlag der Österreichischen Akademie der Wissenschaften, Wien 2002, ISBN 978-3-7001-3038-3,
- Band 9, 4: Martin Steskal: Das Prytaneion in Ephesos. Verlag der Österreichischen Akademie der Wissenschaften, Wien 2010, ISBN 978-3-7001-6842-3.
- Band 9, 5: Lionel Bier: The Bouleuterion at Ephesos. Verlag der Österreichischen Akademie der Wissenschaften, Wien 2011, ISBN 978-3-7001-6541-5,
- Band 10, 1: Maria Aurenhammer: Die Skulpturen von Ephesos. Bildwerke aus Stein.  Idealplastik I. Verlag der Österreichischen Akademie der Wissenschaften, Wien 1990, ISBN 978-3-7001-1757-5.
- Band 11, 1: Hilke Thür: Das Hadrianstor in Ephesos. Verlag der Österreichischen Akademie der Wissenschaften, Wien 1989, ISBN 978-3-7001-1582-3.
- Band 11, 2: Ursula Quatember: Das Nymphaeum Traiani in Ephesos. Verlag der Österreichischen Akademie der Wissenschaften, Wien 2011, ISBN 978-3-7001-4010-8.
- Band 11, 3: Ursula Quatember: Der sogenannte Hadrianstempel an der Kuretenstraße. Verlag der österreichischen Akademie der Wissenschaften, Wien 2017, ISBN 978-3-7001-7994-8.
- Band 11, 4: Alice Waldner: Die Chronologie der Kuretenstraße: Archäologische Evidenzen zur Baugeschichte des unteren Embolos von Ephesos von der lysimachischen Neugründung bis in die byzantinische Zeit. Verlag der Österreichischen Akademie der Wissenschaften, Wien 2020.
- Band 12, 1: Anna Gasser: Die korinthische und attische Importkeramik vom Artemision in Ephesos. Schindler, Wien 1990, ISBN 3-900532-22-2.
- Band 12, 2: Ulrike Muss, Anton Bammer: Der Altar des Artemisions von Ephesos. Verlag der Österreichischen Akademie der Wissenschaften, Wien 2001, ISBN 978-3-7001-2979-0.
- Band 12, 3: Gudrun Klebinder-Gauß: Bronzefunde aus dem Artemision von Ephesos. Verlag der Österreichischen Akademie der Wissenschaften, Wien 2007, ISBN 978-3-7001-3641-5.
- Band 12, 4: Aenne Ohnesorg: Der Kroisos-Tempel. Neue Forschungen zum archaischen Dipteros der Artemis von Ephesos. Verlag der Österreichischen Akademie der Wissenschaften, Wien 2007, ISBN 978-3-7001-3477-0
- Band 12, 5: Andrea M. Pülz: Goldfunde aus dem Artemision von Ephesos. Verlag der Österreichischen Akademie der Wissenschaften, Wien 2009, ISBN 978-3-7001-3947-8.
- Band 12, 6: Lilli Zabrana: Das Odeion im Artemision von Ephesos. Verlag der Österreichischen Akademie der Wissenschaften, Wien 2018, ISBN 978-3-7001-7868-2.
- Band 13, 1, 1: Verena Gassner: Das Südtor der Tetragonos-Agora. Keramik und Kleinfunde. Verlag der Österreichischen Akademie der Wissenschaften, Wien 1997, ISBN 978-3-7001-2630-0.
- Band 13, 2: Peter Scherrer, Elisabeth Trinkl: Die Tetragonos-Agora in Ephesos. Grabungsergebnisse von archaischer bis in byzantinische Zeit – ein Überblick. Befunde und Funde klassischer Zeit. Verlag der Österreichischen Akademie der Wissenschaften, Wien 2006, ISBN 3-7001-3632-3.
- Band 13, 3: Alexandra von Miller: Stratigrafie, Bauphasen, Keramik und Kleinfunde aus den Grabungen unter der Tetragonos Agora. Archaische Keramikfunde aus dem Theater und von den nordwestlichen Ausläufern des Panayırdağ. Verlag der Österreichischen Akademie der Wissenschaften, Wien 2019, ISBN 978-3-7001-7895-8.
- Band 14, 1: Martin Steskal, Martino La Torre: Das Vediusgymnasium in Ephesos. Verlag der Österreichischen Akademie der Wissenschaften, Wien 2008, ISBN 978-3-7001-3950-8.
- Band 15, 1: Tamás Bezeczky: The amphorae of Roman Ephesus. Verlag der Österreichischen Akademie der Wissenschaften, Wien 2013, ISBN 978-3-7001-7062-4.
- Band 16, 1: Jan Nováček, Kristina Scheelen-Nováček, Michael Schultz, Gro Bjørnstad, Martin Steskal: Das Grabhaus 1/08 in der Hafennekropole von Ephesos: Ergebnisse der anthropologischen und paläopathologischen Untersuchung kaiserzeitlich-spätantiker Kollektivgräber. Verlag der österreichischen Akademie der Wissenschaften, Wien 2020, ISBN 978-3-7001-8405-8.
- Band 17, 1: Christoph Baier: Die Palastanlage oberhalb des Theaters von Ephesos. Verlag der österreichischen Akademie der Wissenschaften, Wien 2023.
- Band 18, 1: Andrea M. Pülz: Byzantinische Kleinfunde aus Ephesos. Ausgewählte Artefakte aus Metall, Bein und Glas. Verlag der österreichischen Akademie der Wissenschaften, Wien 2020, ISBN 978-3-7001-8132-3.

### Inschriften
Die Inschriften von Ephesos.
- Teil 1a: Hermann Wankel: Nr. 1–47. Habelt, Bonn 1979 (= Inschriften griechischer Städte aus Kleinasien Band 11), ISBN 3-7749-1635-7 (Musteredition; die übrigen Bände zu Ephesos geben die Inschriften lediglich in einer Repertoriumsversion wieder).
- Teil 2: Christoph Börker, Reinhold Merkelbach: Nr. 101–599 (Repertorium). Unter Mitarbeit von Helmut Engelmann, Dieter Knibbe (= Inschriften griechischer Städte aus Kleinasien Band 12). Habelt, Bonn 1979, ISBN 3-7749-1688-8.
- Teil 3: Helmut Engelmann, Dieter Knibbe, Reinhold Merkelbach: Nr. 600–1000 (Repertorium) (= Inschriften griechischer Städte aus Kleinasien Band 13). Habelt, Bonn 1980, ISBN 3-7749-1689-6.
- Teil 4: Helmut Engelmann, Dieter Knibbe, Reinhold Merkelbach: Nr. 1001–1445 (Repertorium) (= Inschriften griechischer Städte aus Kleinasien Band 14). Habelt, Bonn 1980, ISBN 3-7749-1692-6.
- Teil 5: Christoph Börker:  Nr. 1446–2000 (Repertorium) (= Inschriften griechischer Städte aus Kleinasien Band 15). Habelt, Bonn 1980, ISBN 3-7749-1693-4.
- Teil 6: Reinhold Merkelbach, Johannes Nollé: Nr. 2001–2958 (Repertorium). Unter Mitarbeit von Helmut Engelmann, Bülent Iplikcioglu, Dieter Knibbe (= Inschriften griechischer Städte aus Kleinasien Band 16). Habelt, Bonn 1980, ISBN 3-7749-1694-2.
- Teil 7, 1: Recep Meriç, Reinhold Merkelbach, Johannes Nollé, Sencer Şahin: Nr. 3001–3500 (Repertorium) (= Inschriften griechischer Städte aus Kleinasien Band 17, 1). Habelt, Bonn 1981, ISBN 3-7749-1855-4.
- Teil 7, 2: Recep Meriç, Reinhold Merkelbach, Johannes Nollé, Sencer Şahin: Nr. 3501–5115 (Repertorium). Beilage: Addenda et corrigenda zu den Inschriften von Ephesos 1–7, 1 (= Inschriften griechischer Städte aus Kleinasien Band 17, 2). Habelt, Bonn 1981, ISBN 3-7749-2116-4.
- Teil 8, 1: Helmut Engelmann: Wortindex. Beilage von Johannes Nollé: Konkordanzen (= Inschriften griechischer Städte aus Kleinasien Band 17, 3). Habelt, Bonn 1984, ISBN 3-7749-1807-4.
- Teil 8, 2: Johannes Nollé:  Verzeichnis der Eigennamen (= Inschriften griechischer Städte aus Kleinasien Band 17, 4). Habelt, Bonn 1984, ISBN 3-7749-2116-4.

### Frühes Christentum in Ephesos
- Werner Thiessen: Christen in Ephesus. Die historische und theologische Situation in vorpaulinischer und paulinischer Zeit und zur Zeit der Apostelgeschichte und der Pastoralbriefe (= Texte und Arbeiten zum neutestamentlichen Zeitalter Band 12). Francke, Tübingen u. a. 1995, ISBN 3-7720-1863-7.
- Stephan Witetschek: Ephesische Enthüllungen 1. Frühe Christen in einer antiken Großstadt. Zugleich ein Beitrag zur Frage nach den Kontexten der Johannesapokalypse. Peeters, Leuven 2008, ISBN 978-90-429-2108-5 (Inhaltsverzeichnis).